# Большая Волоковая
Губа Большая Волоковая (фин. Pummanginvuono) — залив (губа) в Варяжском заливе Баренцева моря. Расположена в центральной части Кольского полуострова между полуостровами Рыбачьим (мыс Коровий) и Средним (мыс Земляной). По другую сторону Среднего полуострова находится губа Малая Волоковая.
Административно относится к Мурманской области. В 1940 году залив передан от Финляндии Советскому Союзу, вместе с областью Петсамо.
Впадает река Выкат, в устье которой стоит становище Земляное (Пумманки, фин. Pummanki).

## Этимология
Название заливов Большая Волоковая и Малая Волоковая происходит от слова «волок» и связано с тем, что через перешеек между губой Малая Волоковая и губой Кутовой по системе озёр и ручьёв (озеро Чернявка, ручьи Кайраярви, Йаухонокаярви и Переярви) ранее перетаскивались суда.

## Карты
- Лист карты R-36-XIX,XX Заполярный. Масштаб: 1 : 200 000. Указать дату выпуска/состояния местности.
- Лист карты R-36-75,76 Вайдагуба. Масштаб: 1 : 100 000. Издание 1987 г.
- Лист карты R-36-87,88 Печенга. Масштаб: 1 : 100 000. Состояние местности на 1968 год. Издание 1981 г.
- Лист карты R-36-76-В,Г.
- Лист карты R-36-88-А,Б.